# トゥナイト・ユア・マイン
| 専門評論家によるレビュー | 専門評論家によるレビュー |
| レビュー・スコア         | レビュー・スコア         |
| 出典                     | 評価                     |
| ------------------------ | ------------------------ |
| Allmusic                 | [ 1 ]                    |

『トゥナイト・ユア・マイン』（Tonight You're Mine）は、エリック・カルメンによる1980年のスタジオ・アルバム。

## 概要
アルバムのタイトルは、シュレルズの楽曲「ウィル・ユー・スティル・ラヴ・ミー・トゥモロー」の歌い出しから採られたと考えられているが、確証はない。アルバムはBillboard Hot 100で最高160位となった。アルバムからは、「悲しみTOO MUCH」 (74位）と「オール・フォー・ラヴ」の2曲のシングルが出されている。

## 収録曲
全曲エリック・カルメンによる。
1. 悲しみTOO MUCH - "It Hurts Too Much" (4:09)
2. 恋のシャッフル - "Lost In The Shuffle" (4:00)
3. オール・フォー・ラヴ - "All For Love" (3:59)
4. トゥナイト・ユア・マイン - "Tonight You're Mine" (3:59)
5. 僕とおやすみ - "Sleep With Me" (4:01)
6. 恋のインサイド・ストーリー - "Inside Story" (3:37)
7. フーリン・マイセルフ - "Foolin' Myself" (5:33)
8. ユー・ニード・サム・ラヴィン - "You Need Some Lovin'" (4:02)